# Jöns Bengtsson (Oxenstierna)
Jöns Bengtsson (Oxenstierna) (født ca. 1417, død 15. december 1467) var ærkebiskop 1448-1467, rigsforstander sammen med Erik Axelsen (Thott) 1457 og alene 1465-1466.
Ærkebiskop Jöns Bengtsson var leder af unionspartiet (Kalmarunionen) og i 1457 var han stærk nok til at rejse sig mod Karl Knutsson, der siden 1452 havde ført krig mod Christian 1.
Christian 1. mistede dog støtten fra Jöns Bengtson som gjorde modstand mod de høje skatter, og kongen fængslede sin tidligere forbundsfælle i 1463. Det førte til oprør, og i 1464 måtte Christian 1. løslade ærkebiskoppen i et forsøg på at dæmpe oprøret. Men det var for sent; Ved Harakers Kirke i Uppland slog en bondehær under ledelse af Sten Sture (den ældre) danskerne og svenskerne kaldte Karl Knutsson tilbage fra sit exil i Danzig.
Farfaren til rigsforstanderen hed også Jöns Bengtsson (Oxenstierna), han døde omkring 1399.